# Шиповник Вудса
Шиповник Вудса (лат. Rosa woodsii) — вид рода Шиповник семейства Розовые.

## Ареал
Шиповник Вудса встречается в Северной Америке в США в штатах Аляска, Аризона, Калифорния, Колорадо, Айова, Канзас, Миннесота, Монтана, Северная Дакота, Небраска, Нью-Мексико, Невада, Оклахома, Орегон, Южная Дакота, Техас, Юта, Вашингтон, Висконсин и Вайоминг, а также в Канаде.

## Биологическое описание
Шиповник Вудса представляет собой кустарник, растущий до трёх метров в высоту. Корневища с мелкими, часто ветвящимися волокнистыми корнями.
Листья очередные, от обратнояйцевидных до яйцевидных или эллиптических, около 1,5—4 см длиной.
Соцветие — сложный зонтик. Цветки розового цвета, крупные, ароматные.
Плоды мясистые, красные, от шаровидных до эллипсоидных.